# Souleuvre en Bocage
Souleuvre en Bocage ist eine französische Gemeinde mit 8.643 Einwohnern (Stand: 1. Januar 2022) im Département Calvados in der Region Normandie. Sie gehört zum Arrondissement Vire und zum Kanton Condé-en-Normandie. Das Gemeindegebiet wird vom namengebenden Fluss Souleuvre durchquert.
Die Gemeinde entstand als Commune nouvelle im Zuge einer Gebietsreform zum 1. Januar 2016 durch die Fusion von 20 ehemaligen Gemeinden, die nun Ortsteile (Communes déléguées) von Souleuvre en Bocage darstellen. Le Bény-Bocage fungiert dabei als Verwaltungssitz.

## Gliederung
| Ortsteil                           | ehemaliger INSEE-Code | Fläche (km²) | Einwohnerzahl (2016) |
| ---------------------------------- | --------------------- | ------------ | -------------------- |
| Beaulieu                           | 14052                 | 03,15        | .0199                |
| Le Bény-Bocage (Verwaltungssitz)00 | 14061                 | 08,91        | 1.058                |
| Bures-les-Monts                    | 14115                 | 05,21        | .0151                |
| Campeaux                           | 14129                 | 08,43        | .0587                |
| Carville                           | 14139                 | 10,43        | .0348                |
| Étouvy                             | 14255                 | 02,29        | .0295                |
| La Ferrière-Harang                 | 14264                 | 11,43        | 0317                 |
| La Graverie                        | 14317                 | 11,89        | 1.223                |
| Malloué                            | 14395                 | 01,27        | .0026                |
| Montamy                            | 14440                 | 03,67        | .0121                |
| Mont-Bertrand                      | 14441                 | 06,33        | .0243                |
| Montchauvet                        | 14443                 | 18,21        | .0386                |
| Le Reculey                         | 14532                 | 04,73        | .0286                |
| Saint-Denis-Maisoncelles           | 14573                 | 02,36        | .0107                |
| Sainte-Marie-Laumont               | 14618                 | 15,61        | .0695                |
| Saint-Martin-des-Besaces           | 14629                 | 22,03        | 1.182                |
| Saint-Martin-Don                   | 14632                 | 07,60        | .0258                |
| Saint-Ouen-des-Besaces             | 14636                 | 08,48        | .0434                |
| Saint-Pierre-Tarentaine            | 14655                 | 12,23        | .0382                |
| Le Tourneur                        | 14704                 | 23,02        | .0645                |

## Sehenswürdigkeiten
| - Beaulieu: - Kirche Notre-Dame - Bures-les-Monts: - Kirche Notre-Dame - mittelalterliches Schloss - Campeaux: - Kirche Saint-Martin - Carville: - Kirche Notre-Dame-et-Sainte-Anne - Schloss - Herrenhaus - Étouvy: - Kirche Saint-Martin, Monument historique - La Ferrière-Harang: - Kirche Saint-Pierre, Monument historique - Kapelle Notre-Dame - Souleuvre-Viadukt - La Graverie: - Kirche Notre-Dame, Monument historique | - Le Bény-Bocage: - Kirche Sainte-Honorine - Le Reculey: - Kirche Saint-Ouen, Monument historique - Kapelle Notre-Dame-du-Bocage - Le Tourneur: - Kirche Saint-Martin - Kapelle Saint-Quentin - Malloué: - Kirche Notre-Dame, Monument historique - Schloss - Flur- und Friedhofskreuz, beide Monument historique - Montamy: - Kirche Saint-Martin - Schloss - Kapelle - Mont-Bertrand: - Kirche Saint-Martin, Monument historique - Reste einer Motte - Montchauvet: - Kirche Saint-Samson - Steinreihe, Monument historique | - Saint-Denis-Maisoncelles: - Kirche Saint-Denis - Schloss Saint-Denis - Sainte-Marie-Laumont: - Kirche Notre-Dame, Monument historique - Schloss - Saint-Martin-des-Besaces: - Kirche Saint-Martin - Kirche Notre-Dame in La Ferrière-au-Doyen - Priorei - Markthalle - Saint-Martin-Don: - Kirche Saint-Martin, Monument historique - Saint-Ouen-des-Besaces: - Kirche Saint-Ouen - Saint-Pierre-Tarentaine: - Kirche Saint-Pierre - Herrenhaus |

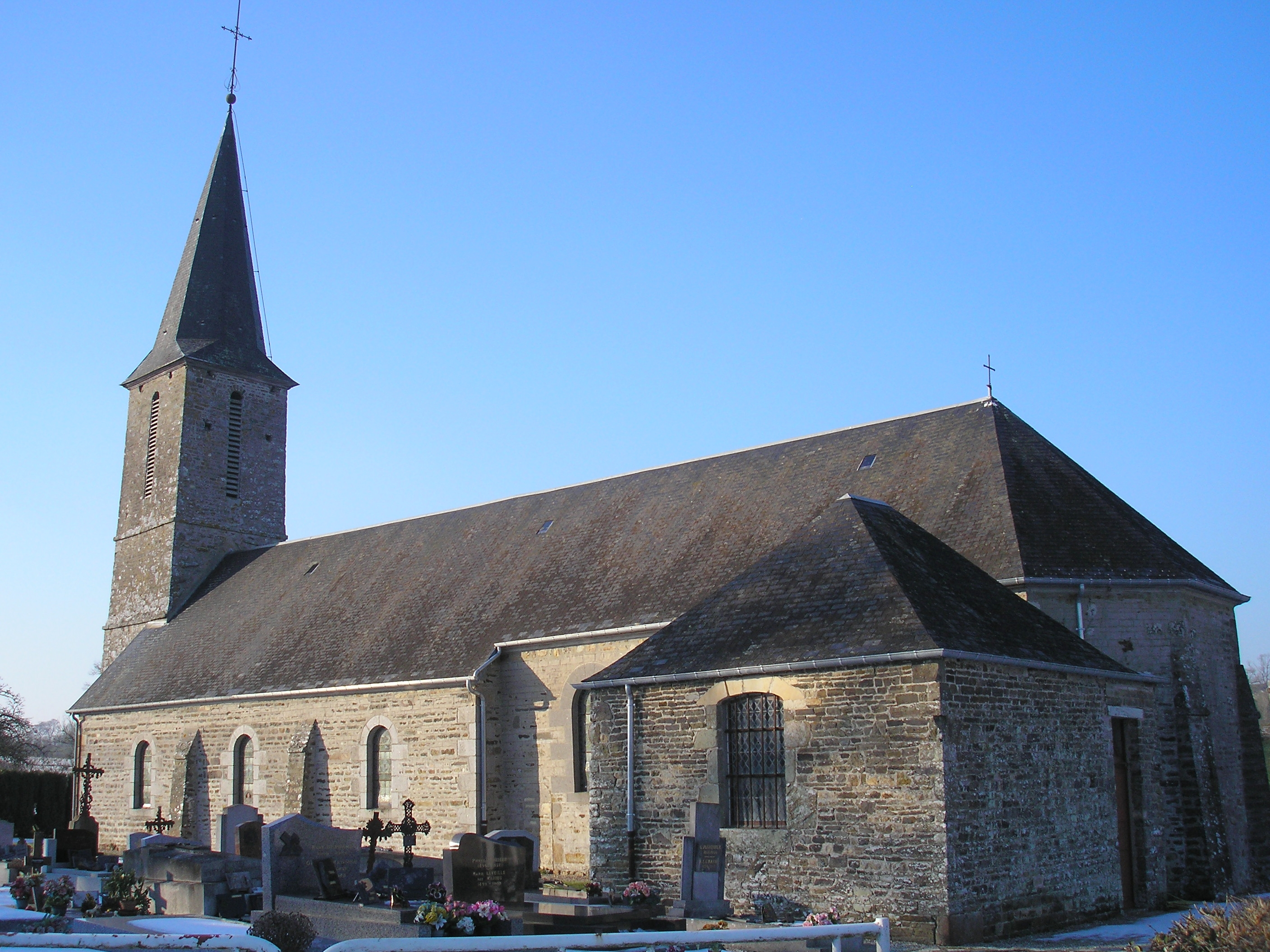
Kirche Notre-Dame in Bures-les-Monts
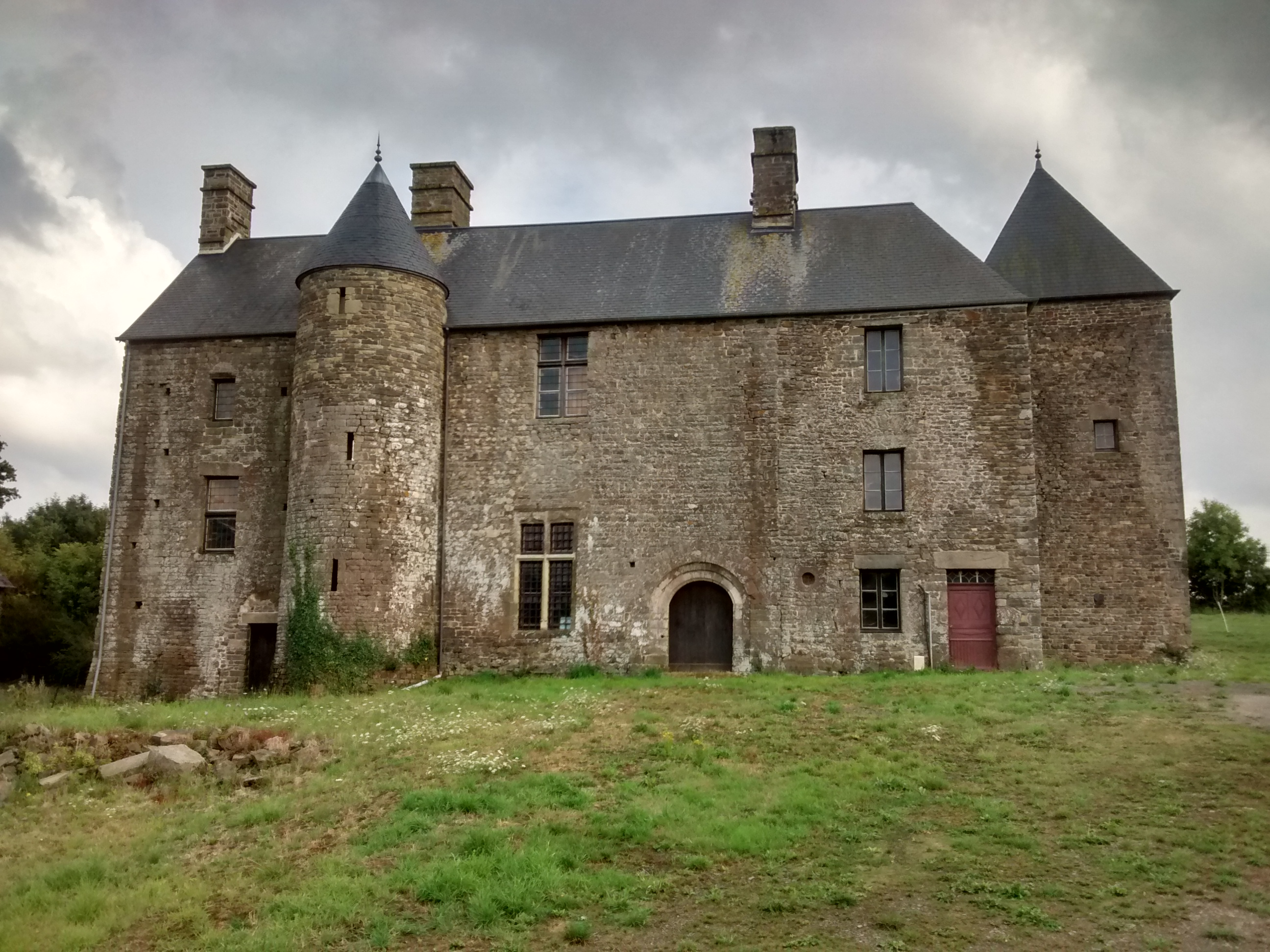
Schloss in Bures-les-Monts
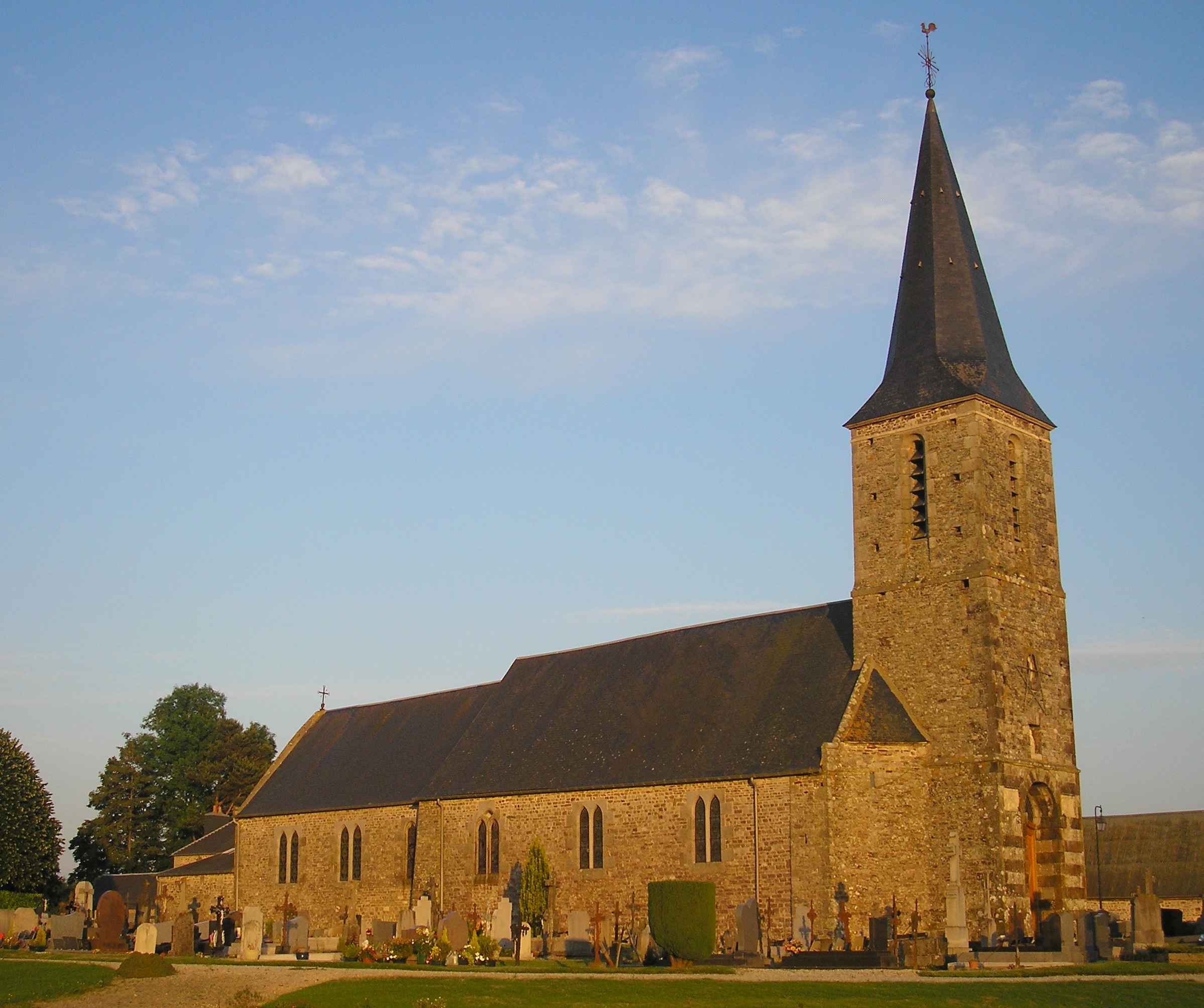
Kirche Notre-Dame-et-Sainte-Anne
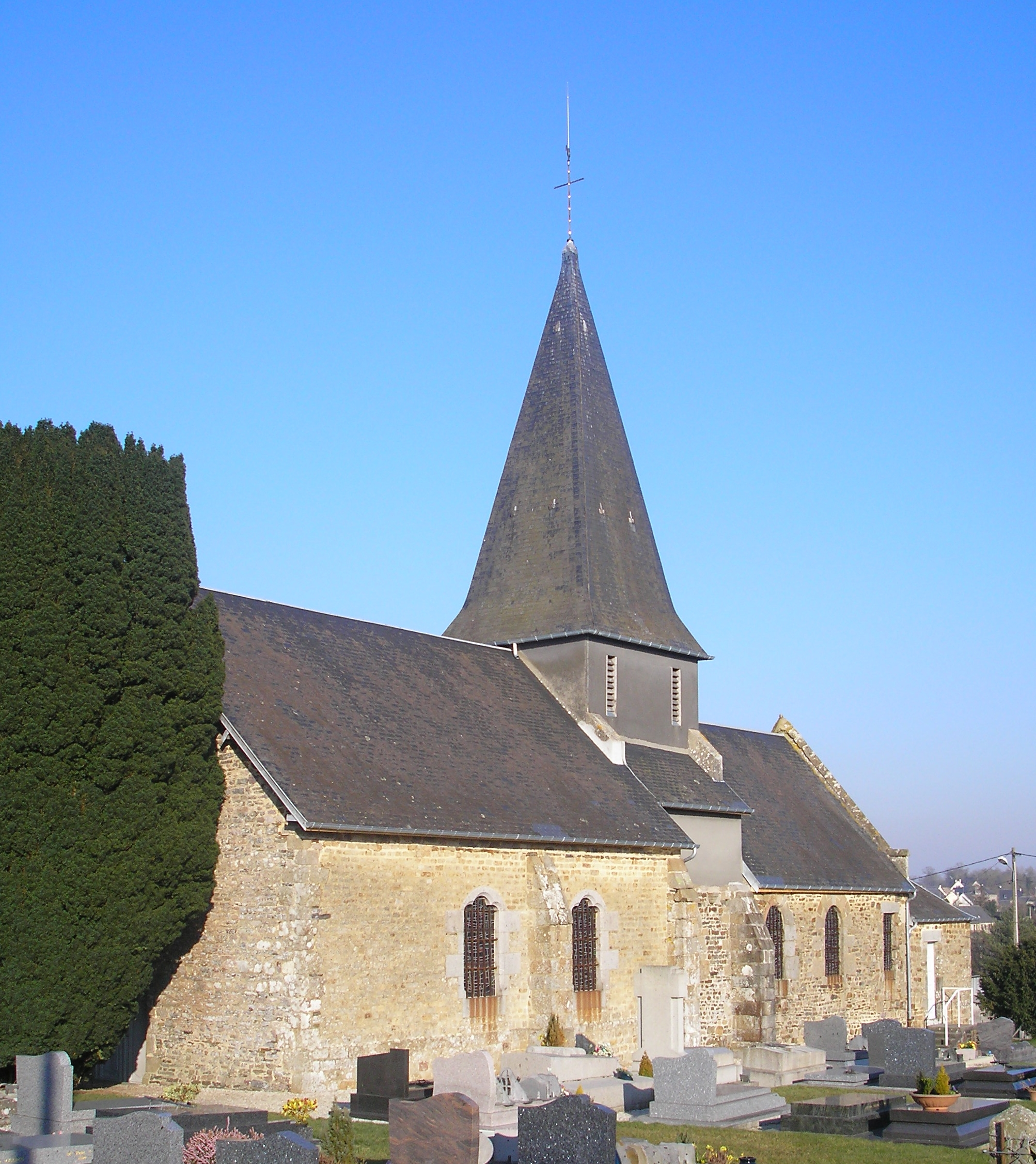
Kirche Saint-Martin in Étouvy
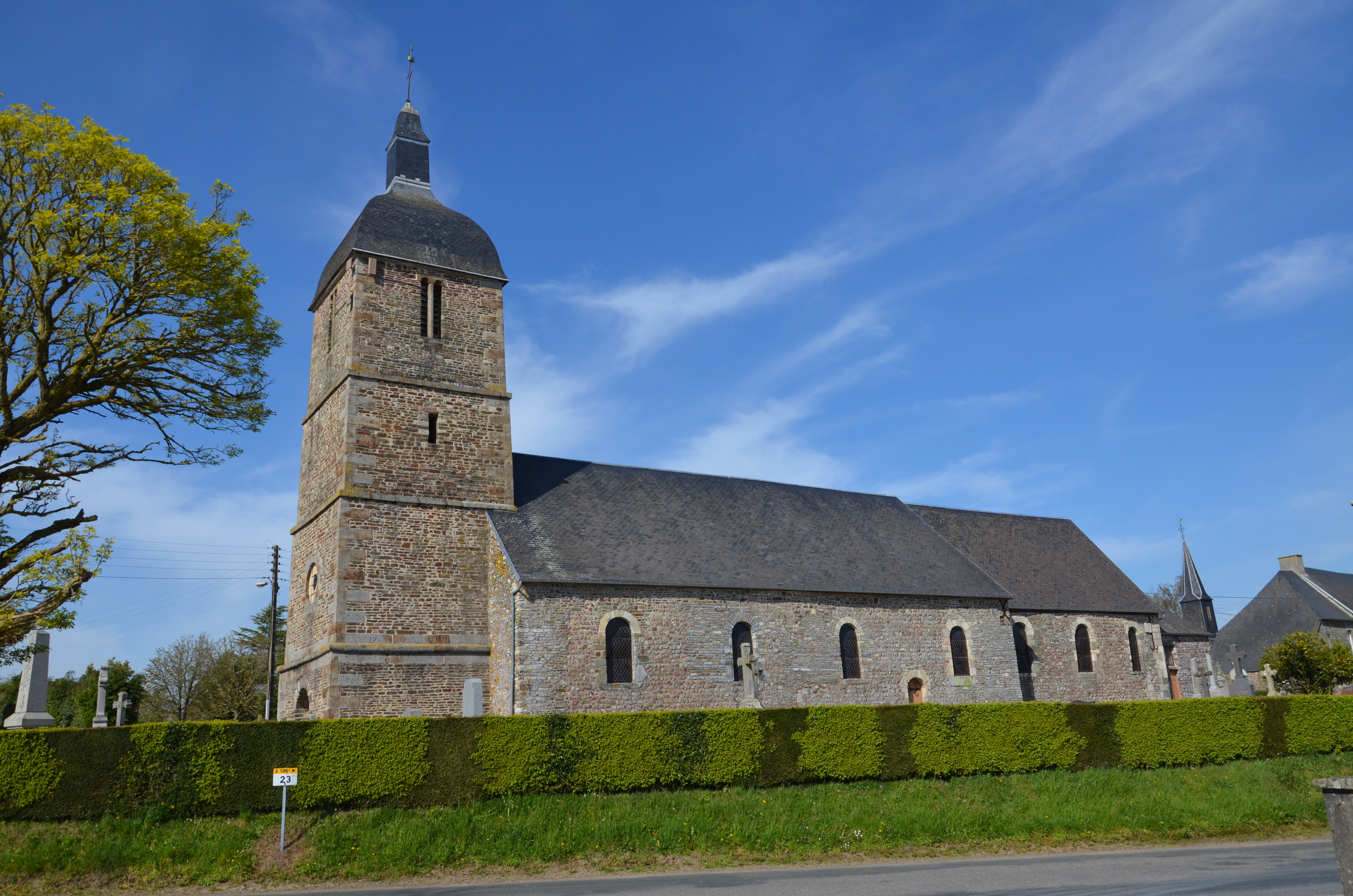
Kirche Saint-Pierre in La Ferrière-Harang
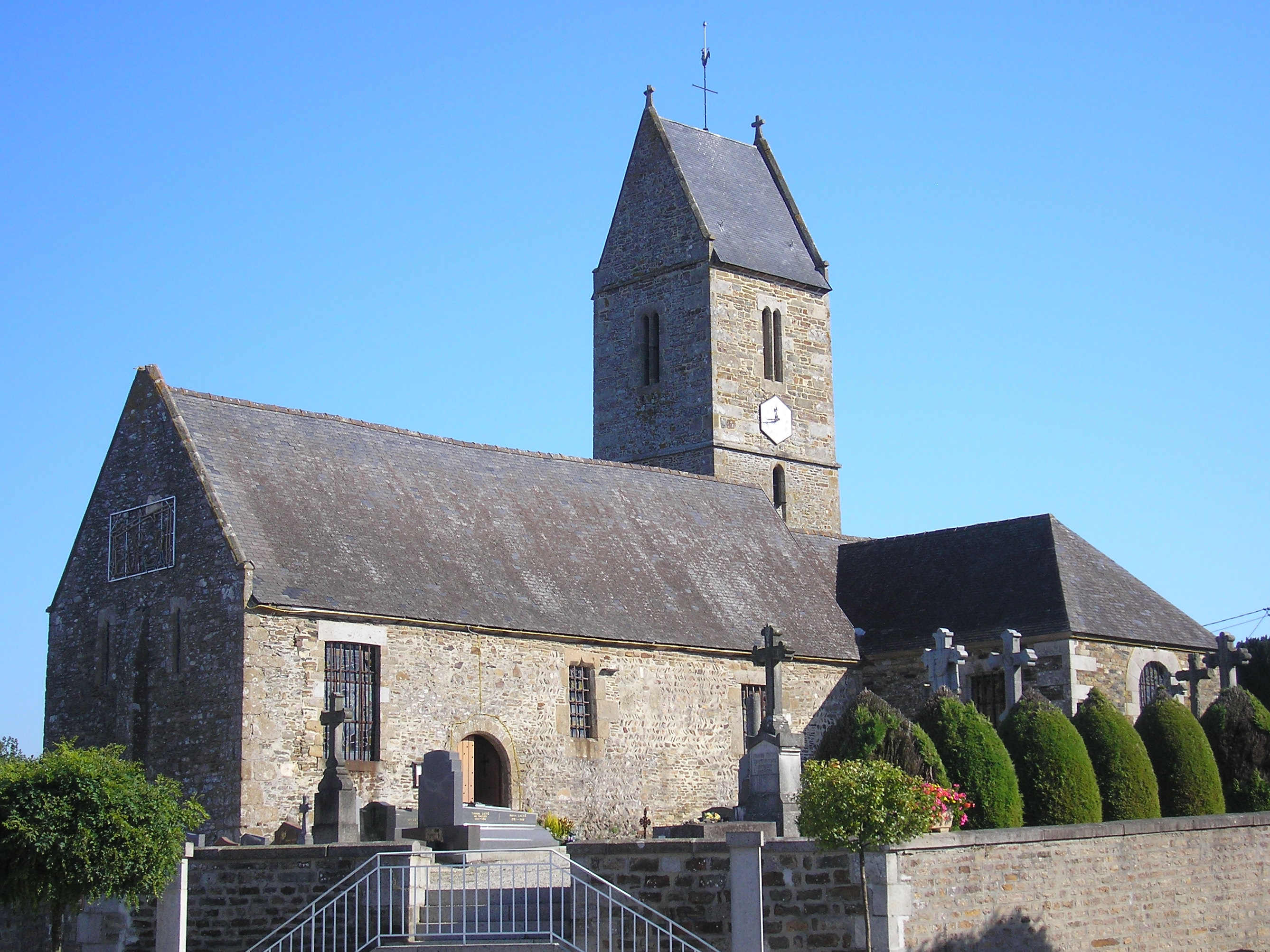
Kirche Notre-Dame in La Graverie
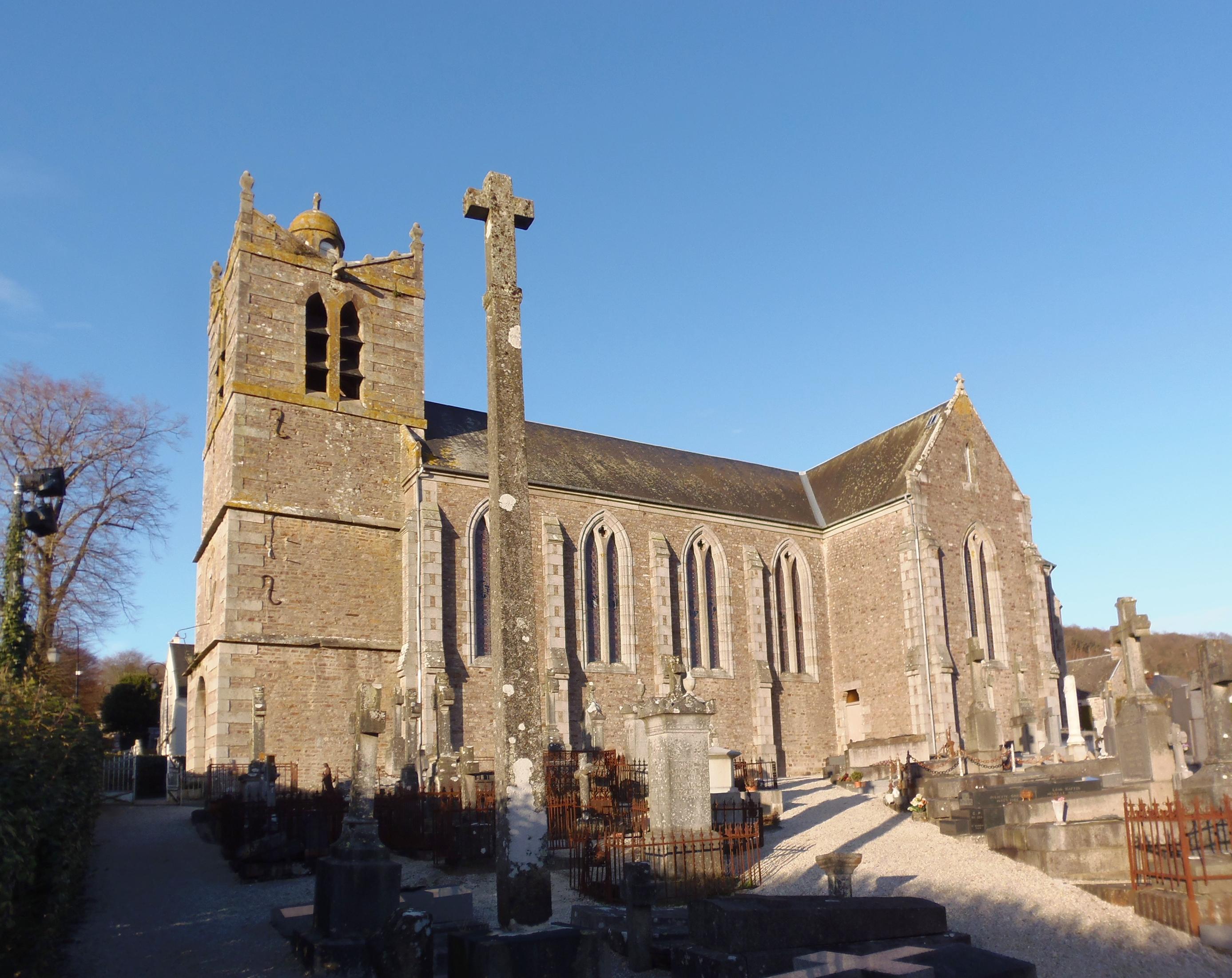
Kirche Sainte-Honorine
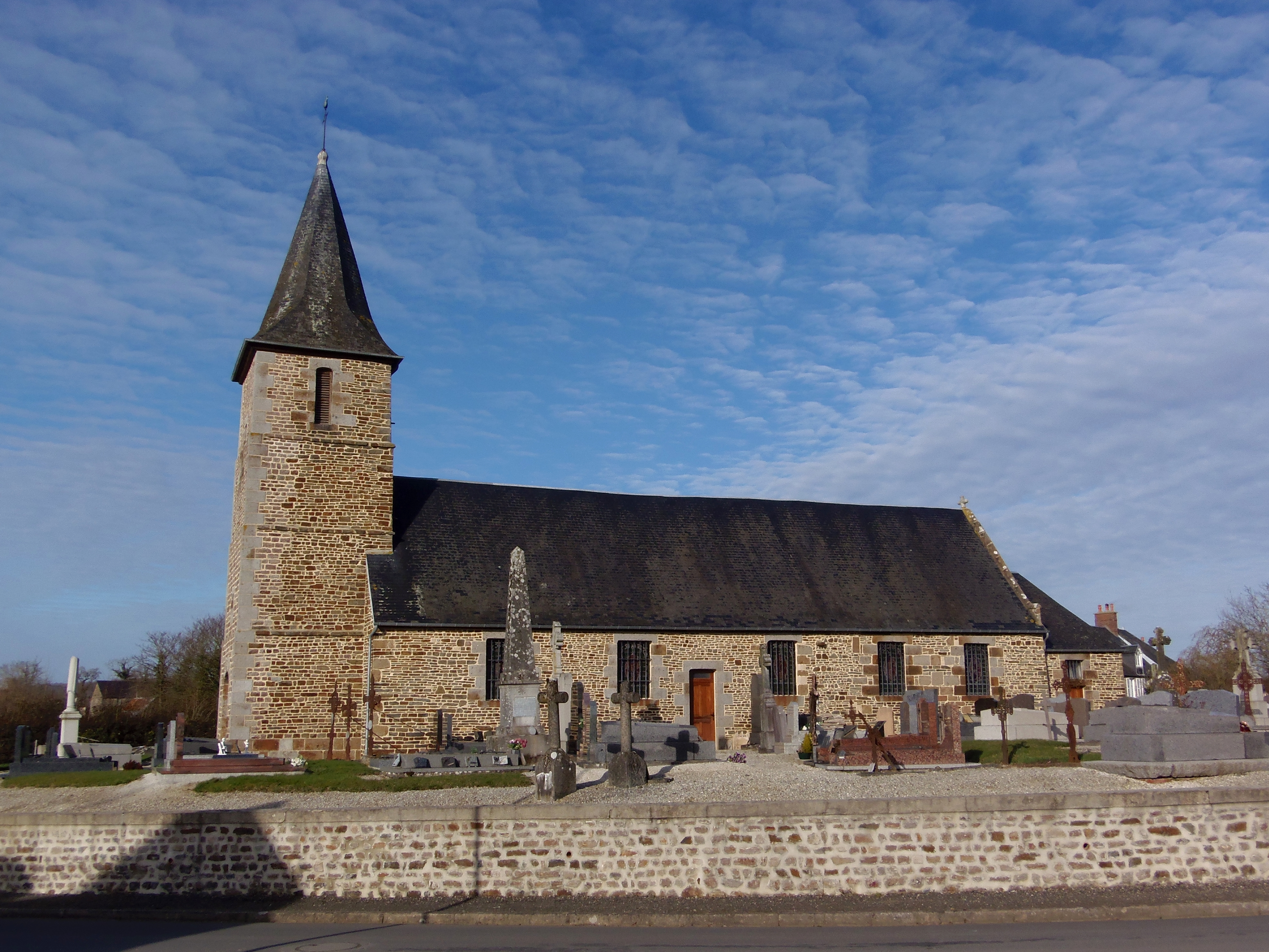
Kirche Saint-Ouen in Le Reculey
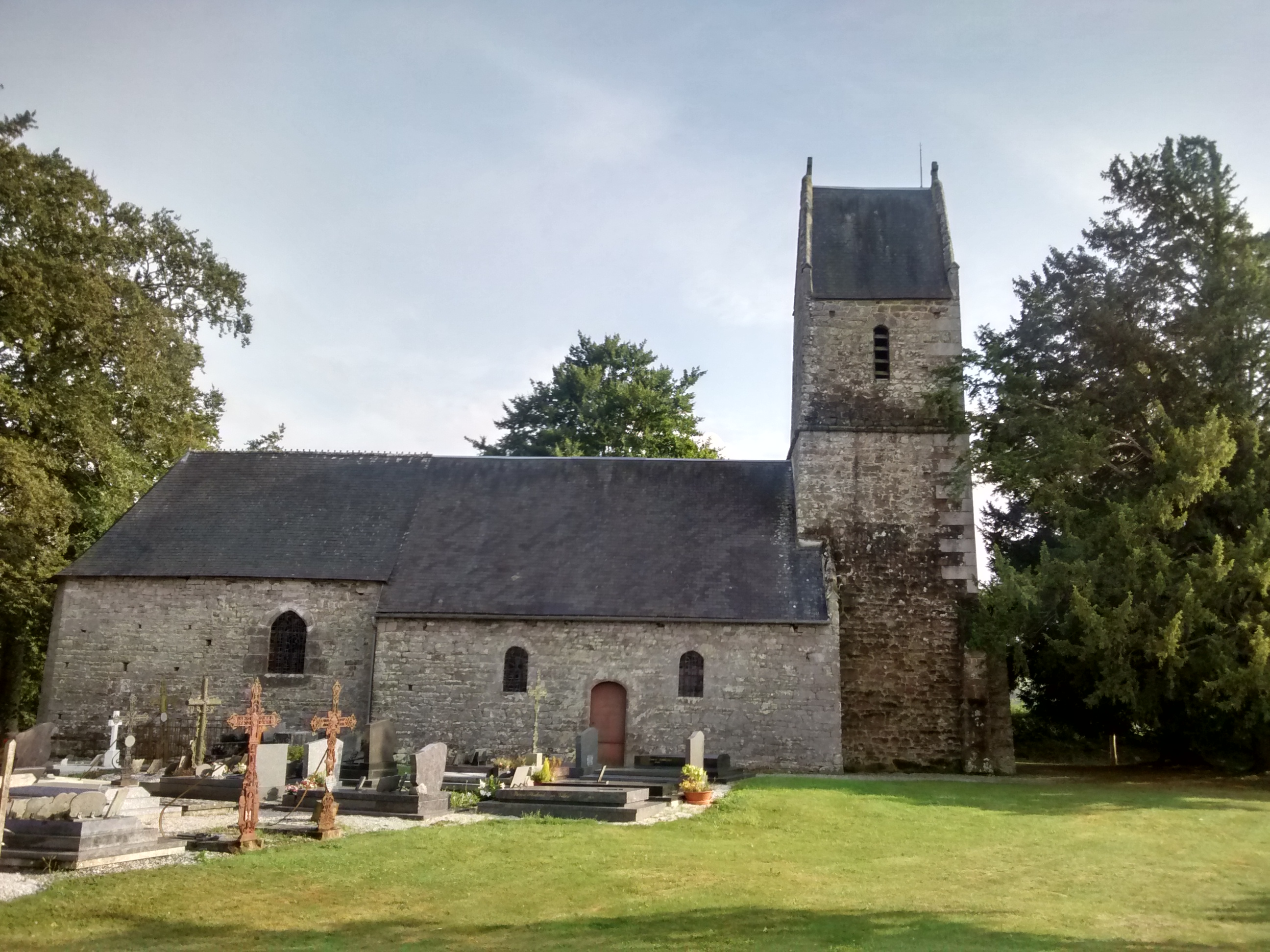
Kirche Notre-Dame in Malloué
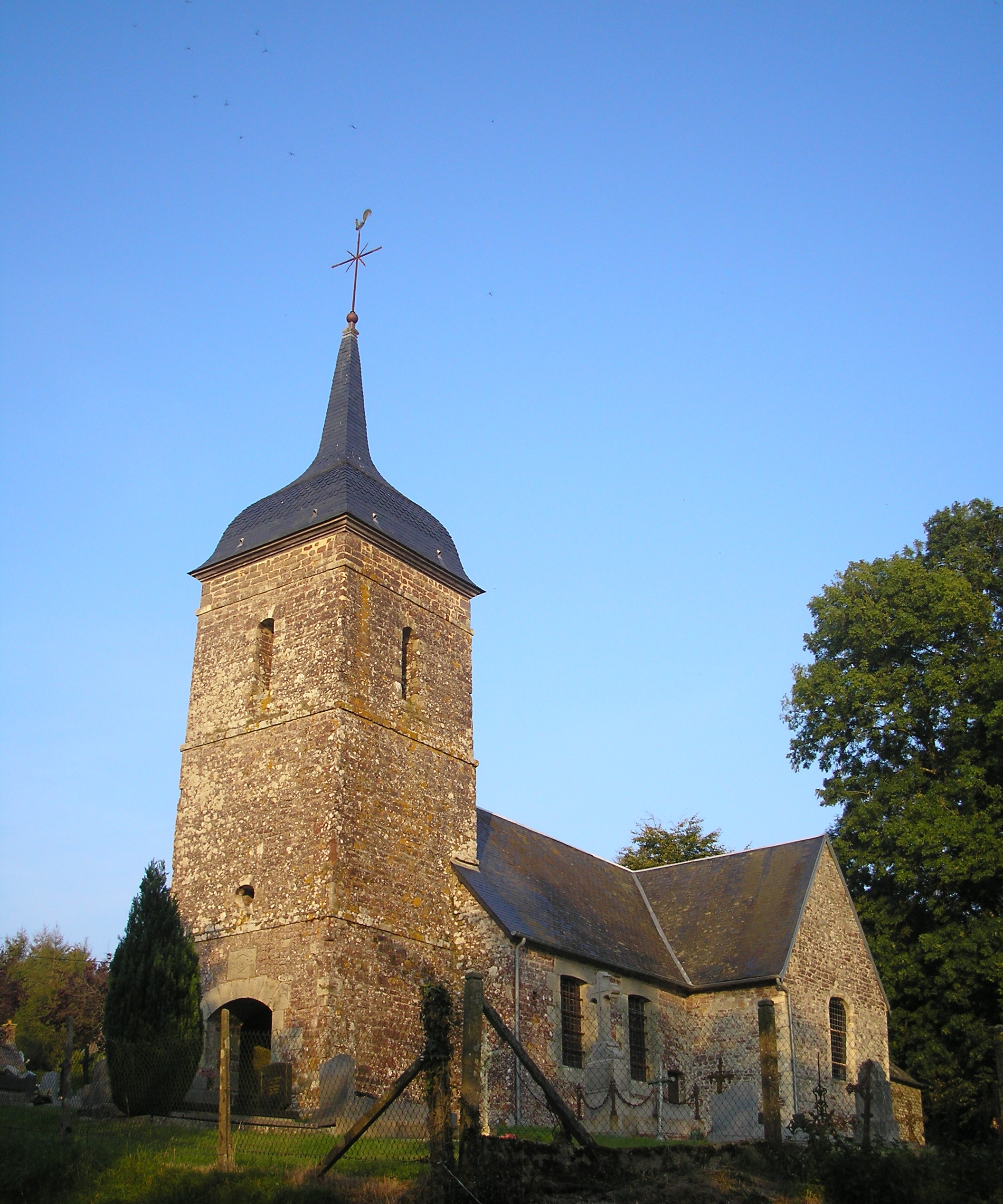
Kirche Saint-Martin in Montamy
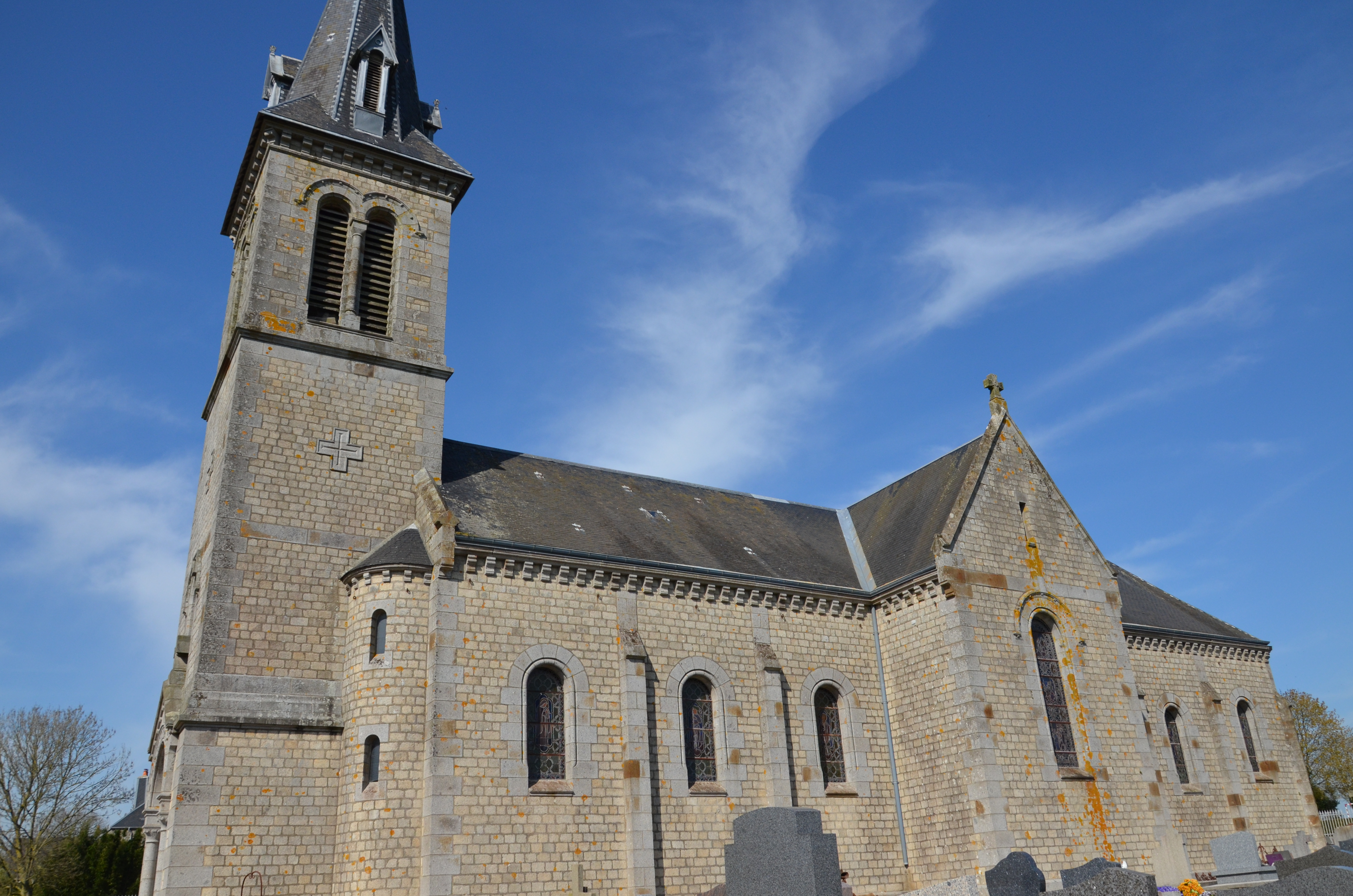
Kirche Saint-Martin in Mont-Bertrand
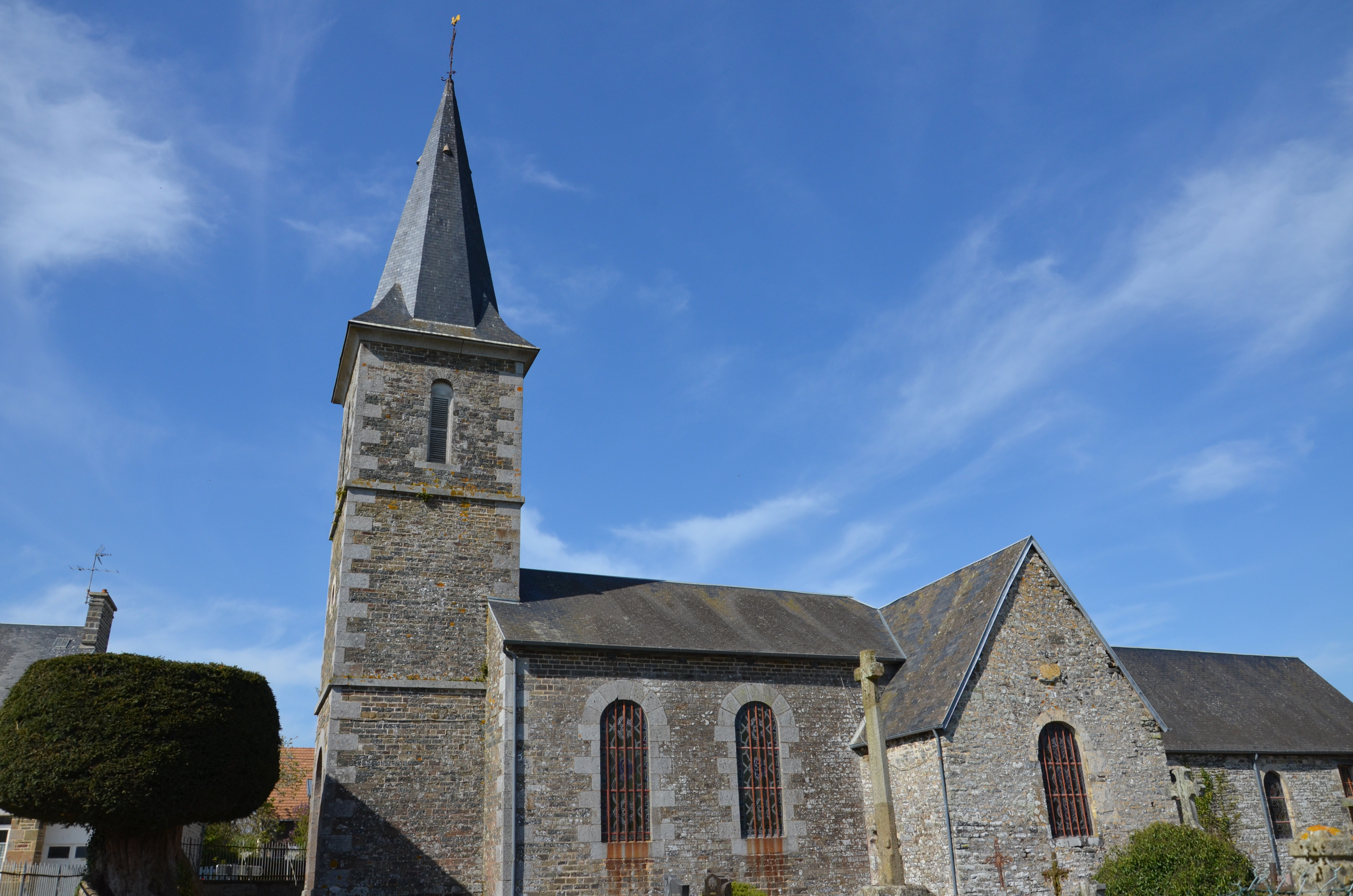
Kirche Saint-Denis
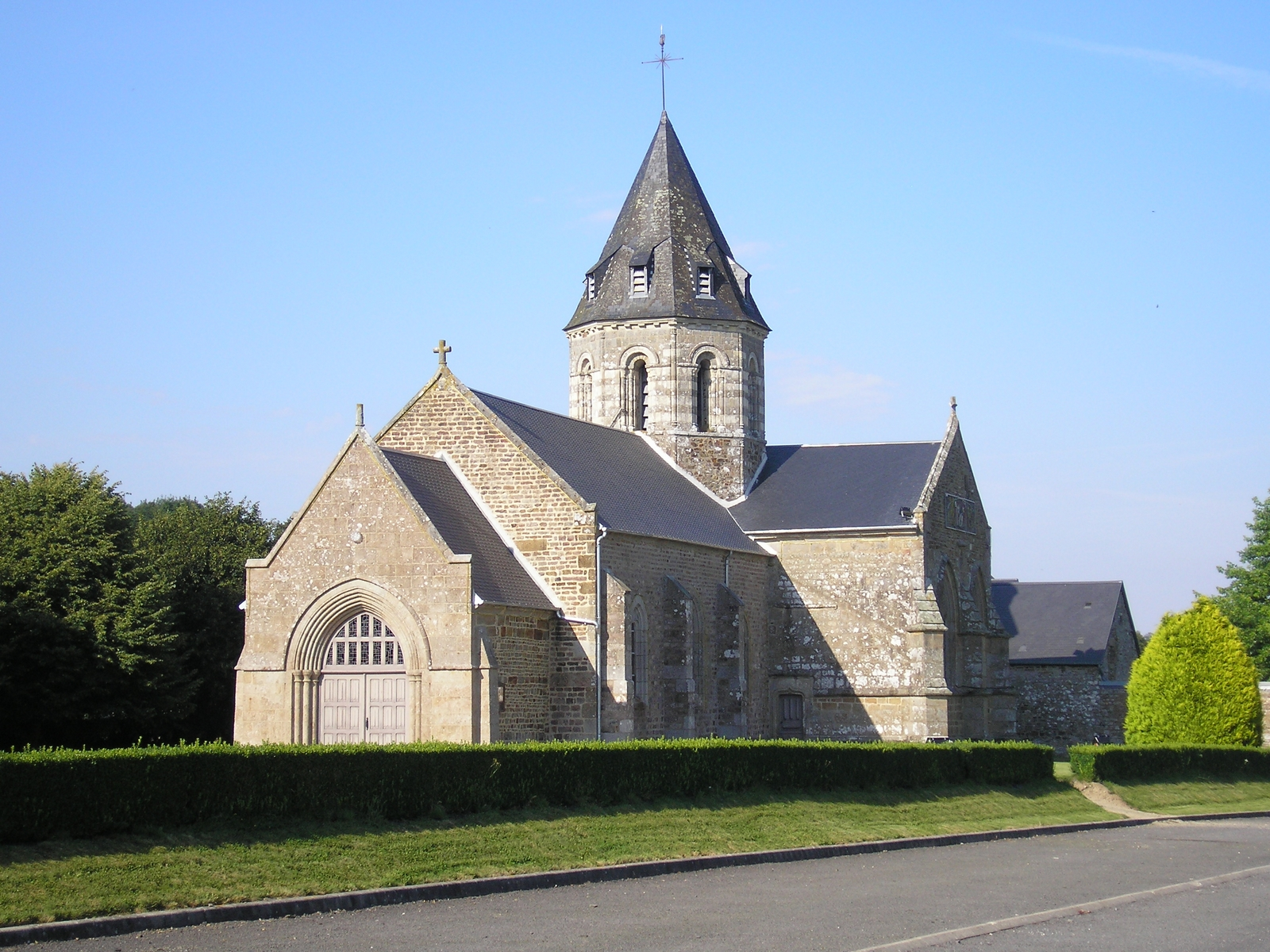
Kirche Notre-Dame in Sainte-Marie-Laumont
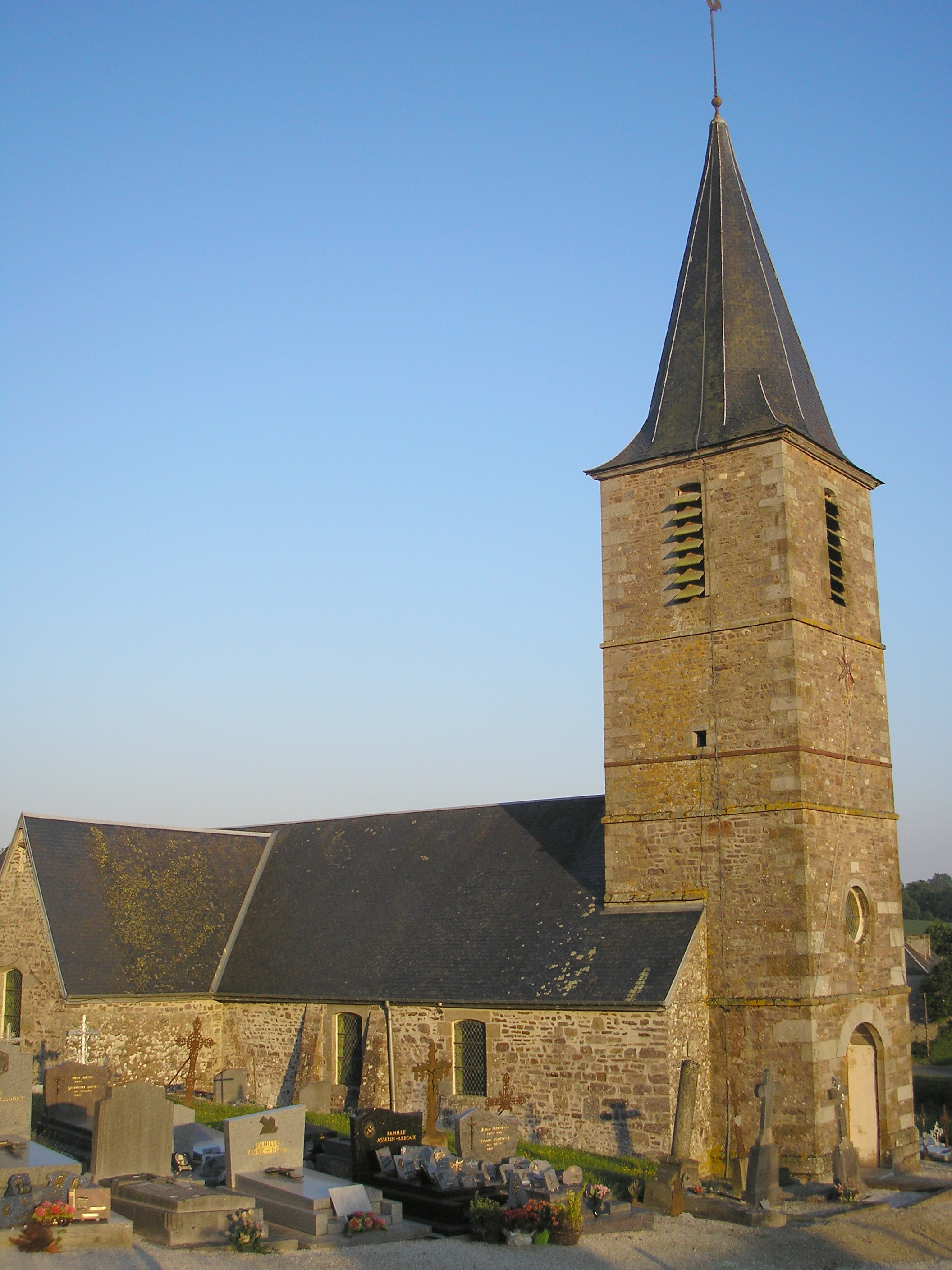
Kirche Saint-Martin in Saint-Martin-Don
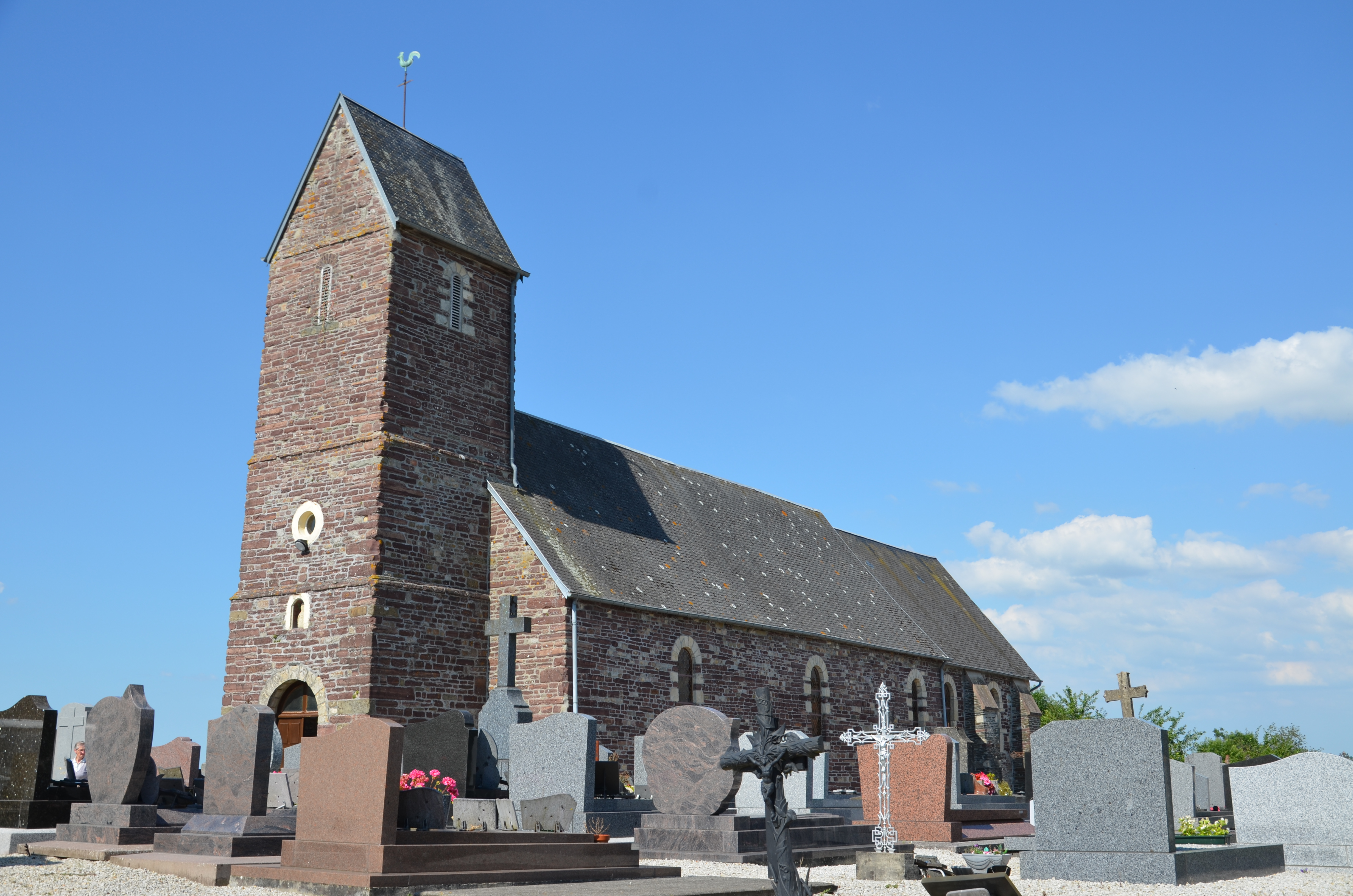
Kirche Saint-Ouen in Saint-Ouen-des-Besaces
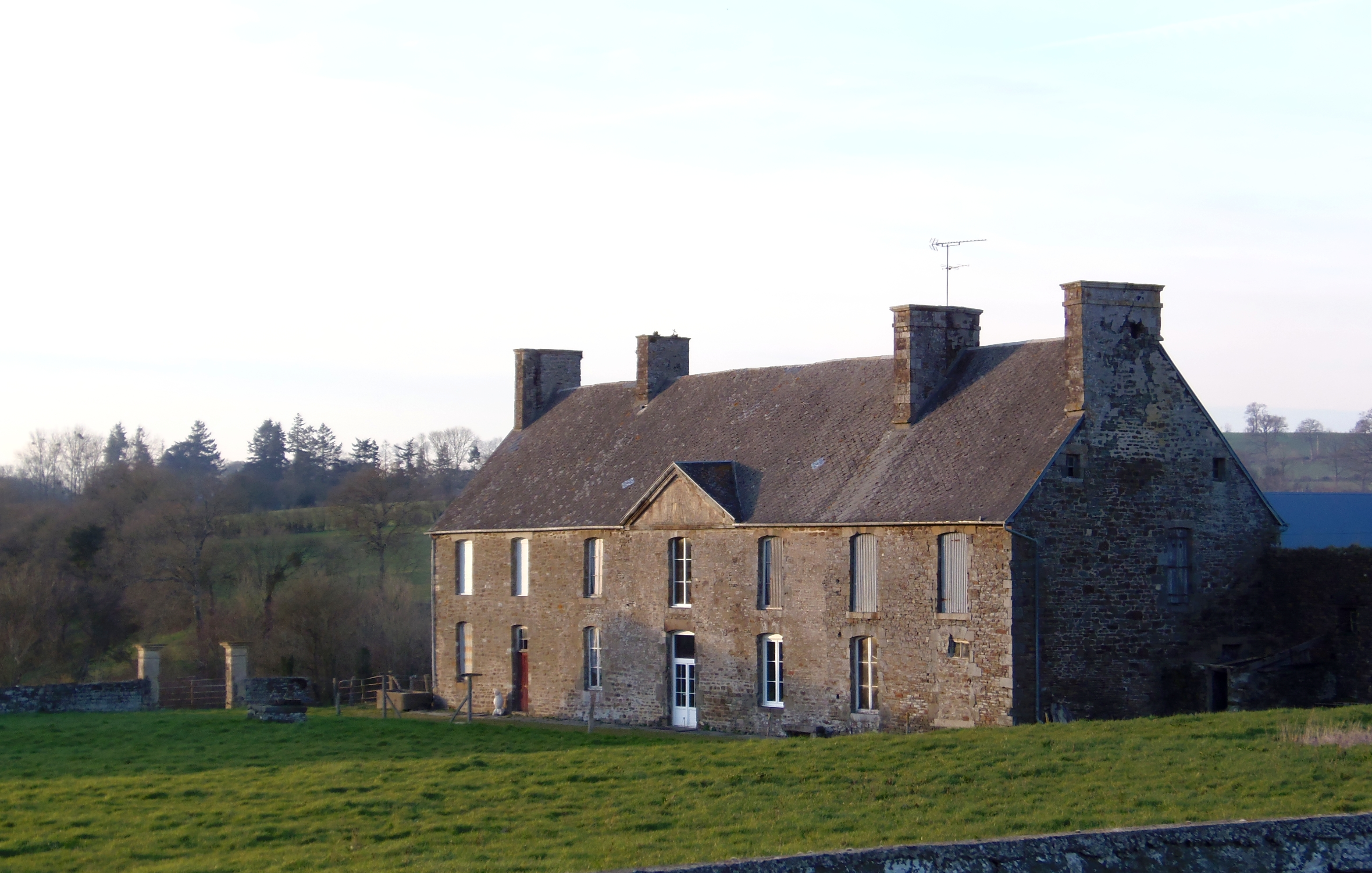
Herrenhaus in Saint-Pierre-Tarentaine